# Poundou
Poundou est une commune située dans le département de Ouarkoye de la province du Mouhoun au Burkina Faso.

## Géographie
La commune est traversée par la route nationale 10.

## Éducation et santé
La commune accueille un centre de santé et de promotion sociale (CSPS).

## Jumelage
- Flers (France) depuis 1977